# 约翰·科克尔
约翰·迈克尔·科克尔（英語：John Michael Coker，1971年10月28日—），美国NBA联盟前职业篮球运动员。